# فرودگاه تیستد
فرودگاه تیستد (به انگلیسی: Thisted Airport) (به زبان بومی: Thisted Lufthavn) یک فرودگاه همگانی با کد یاتا TED است که یک باند فرود آسفالت دارد و طول باند آن ۱۶۰۰ متر است. این فرودگاه در کشور دانمارک قرار دارد و در ارتفاع ۷ متری از سطح دریا واقع شده است.